# Sleeping with Ghosts
Sleeping With Ghosts – czwarta płyta brytyjskiego zespołu Placebo, wydana w roku 2003. 
We wrześniu 2003 została wydana specjalna edycja tej płyty, zawierająca dodatkowy nośnik z coverami.

## Lista utworów

### CD1 (Sleeping with Ghosts)
1. „Bulletproof Cupid” – 2:22
2. „English Summer Rain” – 4:01
3. „This Picture” – 3:34
4. „Sleeping with Ghosts” – 4:38
5. „The Bitter End” – 3:10
6. „Something Rotten” – 5:28
7. „Plasticine” – 3:26
8. „Special Needs” – 4:25
9. „I'll Be Yours” – 3:32
10. „Second Sight” – 2:49
11. „Protect Me From What I Want” – 3:15
  - z udziałem Simona Breeda (harmonijka)
12. „Centrefolds” – 5:02

### CD2 (Placebo Covers)
1. „Running Up That Hill” (Kate Bush)
2. „Where Is My Mind” (Pixies)
3. „Bigmouth Strikes Again” (The Smiths)
4. „Johnny and Mary” (Robert Palmer)
5. „20th Century Boy” (T. Rex)
6. „The Ballad of Melody Nelson” (Serge Gainsbourg)
7. „Holocaust” (Alex Chilton)
8. „I Feel You” (Depeche Mode)
9. „Daddy Cool” (Boney M)
10. „Jackie” (Sinéad O’Connor)